# Лотар Рендуліч
Ло́тар Ре́ндуліч (нім. Lothar Rendulic; нар. 23 листопада 1887, Вінер-Нойштадт, Австро-Угорщина — пом. 17 липня 1971, Ефердінг, Австрія) — австрійський та німецький воєначальник хорватського походження, генерал-полковник (з 1 квітня 1944 року), доктор права.

## Біографія

### Початок військової кар'єри
Військову кар'єру розпочав у 1910 році в Австро-Угорщині в чині лейтенанта. Був учасником Першої світової війни. Після її закінчення вступив в австрійську армію. Виступав активним прихильником об'єднання Німеччини і Австрії. З 1932 року брав участь у діяльності Націонал-соціалістичної робітничої партії Німеччини. В 1933 році Рендуліч отримав звання полковника та з 1935 по 1938 рік командував моторизованою бригадою австрійської армії. Після аншлюсу 1 квітня 1938 року переведений на службу у Вермахт і призначений начальником штабу 17-го армійського корпуса у Відень (потім Лінц). З 15 червня 1940 року — командир 14-ї піхотної дивізії. Брав участь у Французькій кампанії.

### Друга світова війна
5 жовтня 1940 одержав у командування 52-гу піхотну дивізію, з якою у складі 2-ї армії воював у СРСР. Брав участь у боях під Бобруйськом, Рогачовим, Брянськом. 6 березня 1942 року нагороджений Лицарським хрестом Залізного хреста. 1 листопада 1942 року Лотара Рендуліча призначено командиром 35-го армійського корпуса в складі 2-ї танкової армії. Частини Рендуліча здійснювали оборону Орловського виступу.
З 15 квітня 1943 року Рендуліч, на посаді командувача 2-ї танкової армії, керував її перекиданням з радянсько-німецького фронту на Балкани. Вів бої з частинами Народно-визвольної армії Югославії. 15 серпня 1943 року нагороджений дубовим листям до Лицарського хреста.
Після загибелі генерала Едуарда Дітля, 25 червня 1944 року Лотар фон Рендуліч був призначений командувачем 20-ї гірської армії, об'єднавши під своїм командуванням всі німецькі війська у Фінляндії та на півночі Норвегії.
З 15 січня 1945 року — командувач групою армій «Курляндія». 18 січня нагороджений Лицарським хрестом з дубовими листям і мечами. З 25 січня по 11 березня 1945 року Рендуліч командував групою армій «Північ», створеної із групи армій «Центр». З 10 березня 1945 року — знову командувач групою армій «Курляндія».
Після великої поразки групи армій «Південь» в Угорщині 7 квітня 1945 року прийняв командування цією групою армій (з травня 1945 — група армій «Австрія»). Разом з генерал-фельдмаршалом Фердинандом Шернером Рендуліч був одним з тих командувачів, що не припинили опір радянським військам після одержання звістки про капітуляцію Німеччини. Вивів свої війська з радянсько-німецького фронту і здався американцям.

### Нюрнберзький процес
19 лютого 1948 року військовим трибуналом у Нюрнберзі засуджений до 20 років тюремного ув'язнення. В 1951 році строк ув'язнення скоротили до десяти років позбавлення волі. В кінці того ж року Рендуліча було звільнено після того, як провів у в'язниці шість років. Після звільнення Лотар Рендуліч повернувся до Австрії і почав займатися літературною працею: писав статті та книги в яких розглядав досвід Другої світової війни та Німецько-радянської війни і перспективи подальшого військового протистояння з СРСР.

## Звання
- Лейтенант (8 серпня 1910)
- Обер-лейтенант (4 серпня 1914)
- Гауптман (1 травня 1917)
- Майор (1925)
- Оберст-лейтенант Генштабу (1929)
- Оберст (1933)
- Оберст Генштабу (1 квітня 1938)
- Генерал-майор (1 грудня 1939)
- Генерал-лейтенант (1 грудня 1941)
- Генерал піхоти (1 грудня 1942)
- Генерал-полковник (1 квітня 1944)

## Нагороди
- Орден Залізної Корони 3-го класу з військовою відзнакою і мечами — нагороджений двічі.
- Хрест «За військові заслуги» (Австро-Угорщина) 3-го класу з військовою відзнакою і мечами
- Бронзова і срібна медаль «За військові заслуги» (Австро-Угорщина) з мечами
- Військовий Хрест Карла
- Медаль «За поранення» (Австро-Угорщина) з однією смугою
- Почесний хрест ветерана війни з мечами
- Залізний хрест
  - 2-го класу (20 вересня 1939)
  - 1-го класу (10 жовтня 1939)
- Нагрудний знак «За поранення» в чорному
- Німецький хрест в золоті (26 грудня 1941)
- Лицарський хрест Залізного хреста з дубовим листям і мечами
  - Лицарський хрест (6 березня 1942)
  - Дубове листя (№ 271; 15 серпня 1943)
  - Мечі (№ 122; 18 січня 1945)
- Медаль «За зимову кампанію на Сході 1941/42»
- Лапландський щит
- 4 рази відзначений у Вермахтберіхт (6 червня 1944, 28 грудня 1944, 14 березня 1945 і 9 травня 1945)
- Золотий партійний знак НСДАП (17 або 19 вересня 1944)
- Нарукавна стрічка «Курляндія»

## Галерея

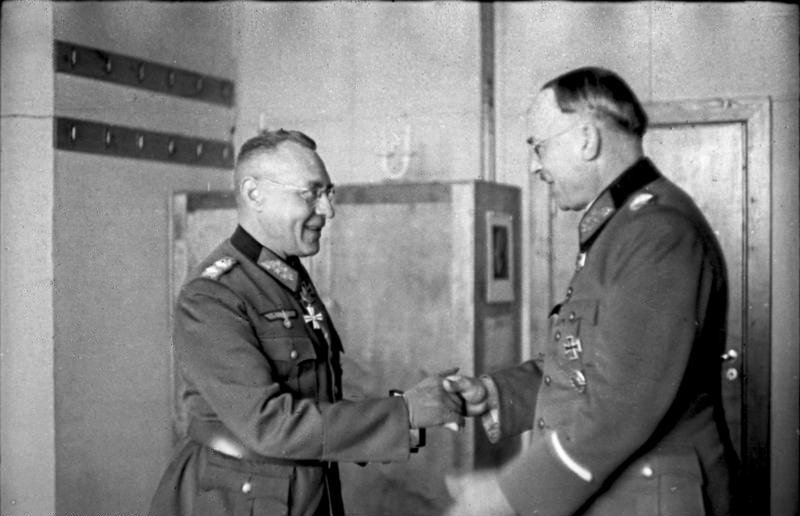
Рендуліч (праворуч) і Карл Вайзенбергер (літо 1944).
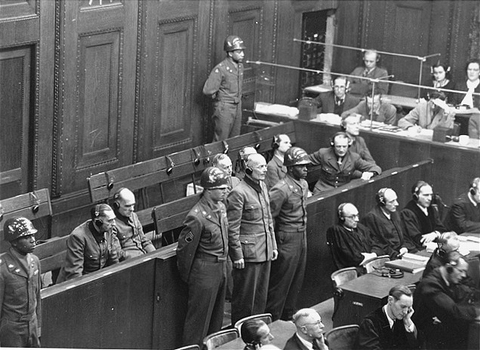
Рендуліч під час Нюрнберзького процесу (1948).
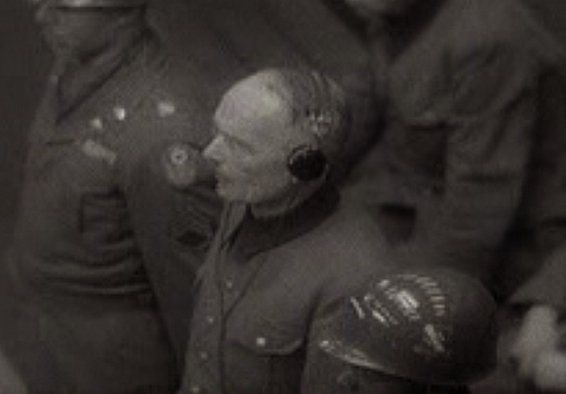
Рендуліч під час Нюрнберзького процесу (1948).